# Лебедь в геральдике
Лебедь — естественная негеральдическая гербовая фигура.

## Общая информация
Европейские геральдисты с помощью символа лебедя передавали множество достойных качеств: доброе предсказание, счастливое плавание, оскорблённого воина при своём благодушие, достойную и уважаемую старость, исполненную наивностью и смирением душу, а также поэзию, простоту (благодаря скромности оперения птицы), и согласие (поскольку многие лебеди мешают орлу в полёте).
Является говорящим гербом для многих фамилий (Лебедевы).

### Блазонирование
Лебедь обычно изображается на гербовом щите в "закрытой" позе, но иногда предстаёт "шествующий" (поднята одна лапа), "взлетающим" (расправлены два крыла), или "плывущим" (без лап, изображен на воде, цвет которой указывается). Как правило цвет лебедя серебряный (белый), но встречаются и другие (чёрный). Если клюв и лапы отличаются от общего цвета птицы, то это упоминается в описание. Крайне редко в гербах присутствуют лебеди с золотым ошейником или скованные цепью, держащие в клюве какой-либо предмет или пронзённые стрелой. В нашлемниках встречается голова лебедя, которая описывается  — "отсечённая".

## Использование
Изображение лебедя нашло отражение в территориальной геральдике многих стран.
В польской геральдике имеются гербы: Лебедь, Лабендзик, Лабэндзегрот, Марцинчик.
В русской геральдике данной эмблемой пользуются дворянские рода: Дунины, Дунины-Борковские, Дунины-Жуковские, Марченко, Пановы, Паренаго, Шемиот, Шестаковы, Раевские и другие.
Примеры использования этой эмблемы в гербах городов и административных единиц: Лебяжский район, Лебедянь и Лебедянский район.

## Галерея

Польский дворянский герб Лабэндзегрот
Герб Западной Австралии
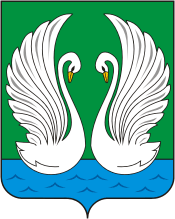
Герб Лебяжского района
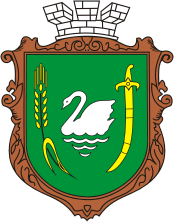
Герб Лебедина
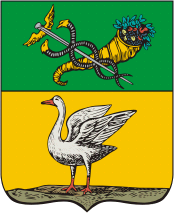
Герб Лебедина времен Российской империи
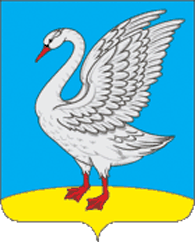
Герб Лебедяни
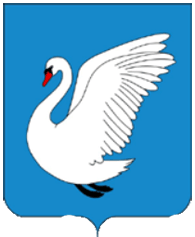
Герб Нолинска
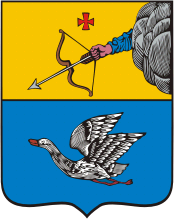
Герб Нолинска времен Российской империи
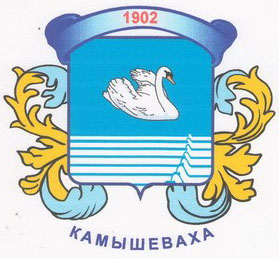
Герб Камышевахи
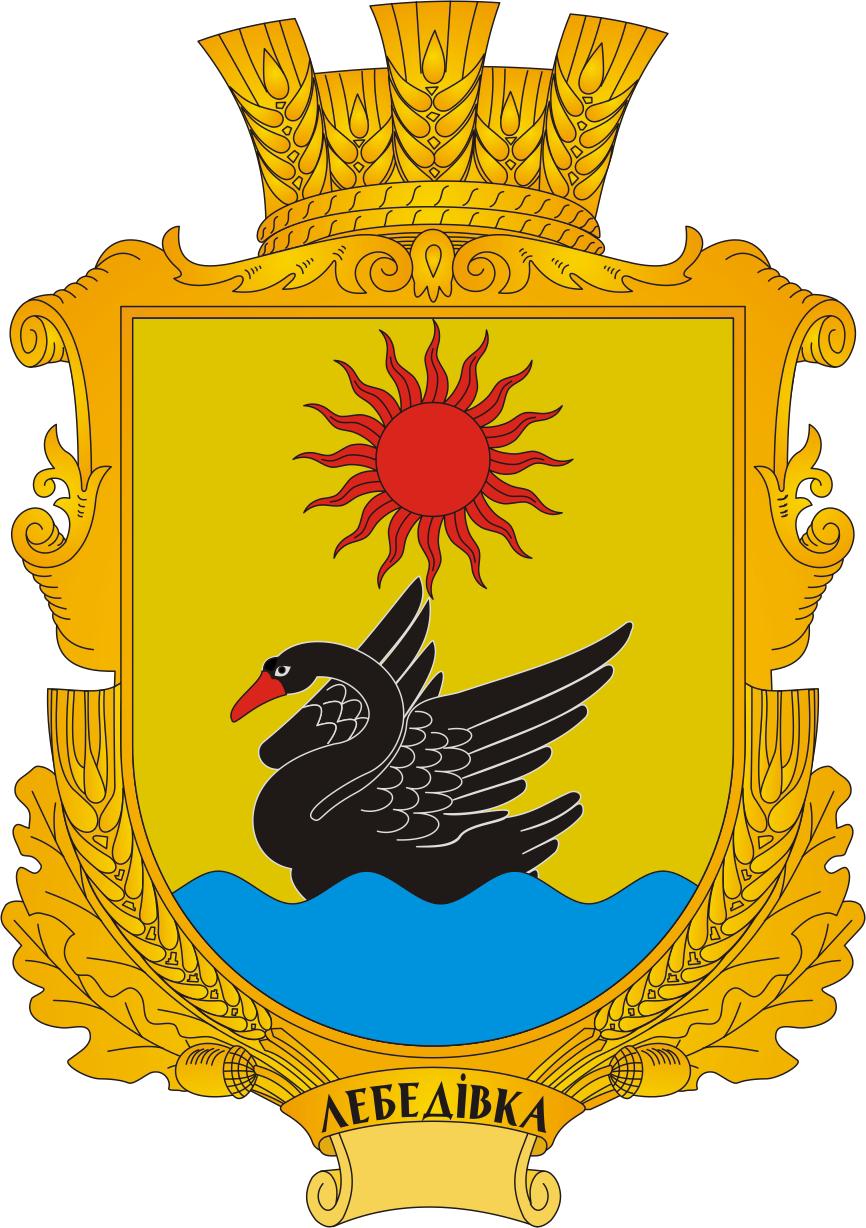
Герб Лебедевки
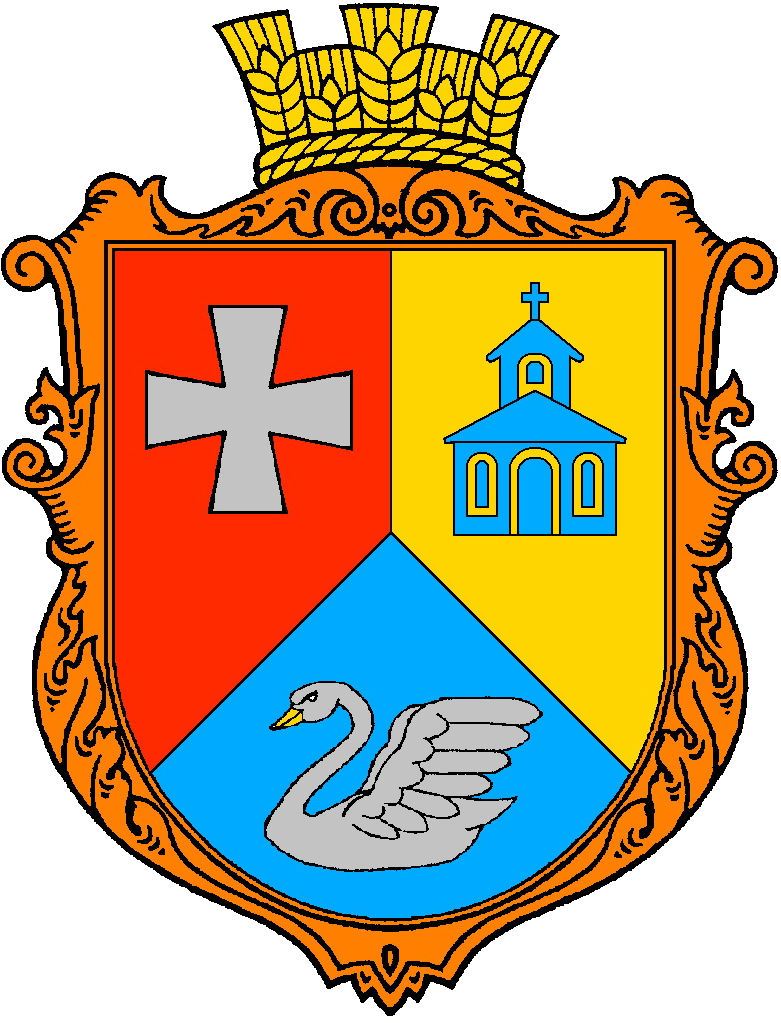
Герб Полян
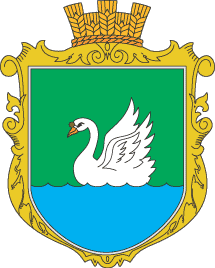
Герб Пескова
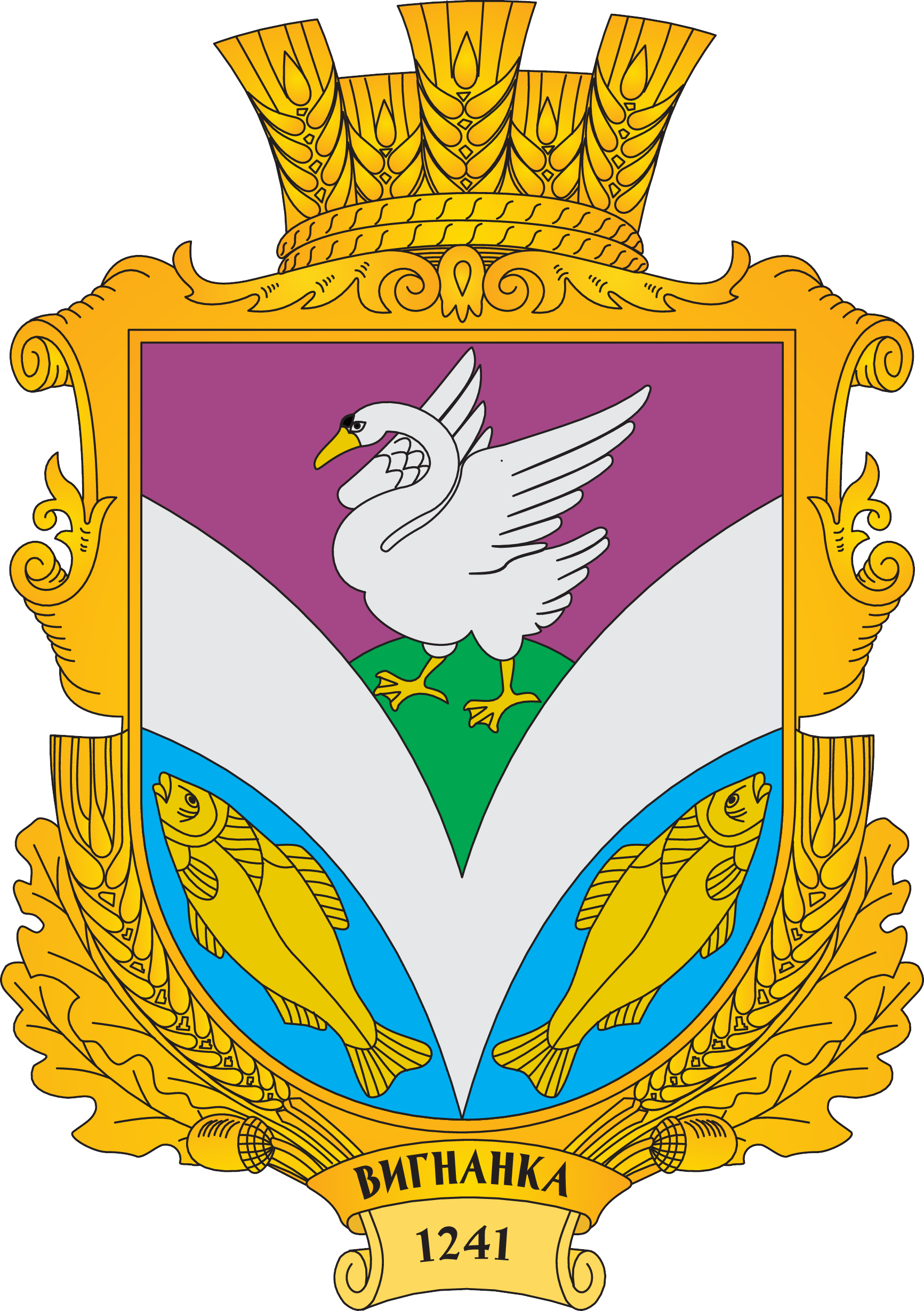
Герб Выгнанки
Герб Бакингемшира